# Vittorio Vidali
Vittorio Vidali (né à Muggia le 27 septembre 1900 et mort à Trieste le 9 novembre 1983), également connu sous le nom de Vittorio Vidale, Enea Sormenti, Jacobo Hurwitz Zender, Carlos Contreras, Comandante Carlos était un agent secret, espion et homme politique communiste italien .

## Biographie
Vittorio Vidali est né dans la petite ville côtière de Muggia, qui faisait alors partie du comté d'Istrie dans l'empire austro-hongrois. La ville est italienne depuis 1954. Adolescent, il rejoint le mouvement socialiste dans la ville portuaire voisine de Trieste. Vidali aurait été, à seulement vingt ans, l'un des fondateurs du Parti communiste italien, mais a été expulsé du pays après l'arrivée au pouvoir de Benito Mussolini en 1922. Il est décrit comme un bolchevik dans le dossier qui lui est consacré par la police de l' Italie fasciste.

## Agent de l'Internationale communiste
Vidali a déménagé à Moscou. Pendant son séjour en Union soviétique, il a été officiellement réprimandé pour s'être adonné aux débauches amoureuses . Avec l'aide du Secours rouge international Vidali a été envoyé par l'Internationale communiste au Mexique pour « discipliner » le Parti communiste mexicain. Pendant son séjour, il se lie avec la photographe et activiste communiste Tina Modotti, auparavant amie de Diego Rivera .

## Le meurtre de Julio Mella
Le communiste cubain Julio Antonio Mella, fondateur du Parti communiste de Cuba ,, a fui Cuba au temps de Gerardo Machado, pour rejoindre le Parti communiste mexicain.
Vitali est immortalisé dans la peinture murale de Diego Rivera l'Arsenal: L'extrême droite [face à vous] de la fresque montre Tina Modotti tenant une ceinture de munitions. Le visage de Vidali, en partie caché, regarde avec méfiance sous un chapeau noir par-dessus l'épaule, tandis que Modotti regarde tendrement Julio Antonio Mella (avec un chapeau de couleur claire).
L'assassinat a eu lieu à Mexico le 10 janvier 1929, un mois après l'expulsion de Mella du Parti communiste mexicain pour son rapprochement avec les trotskystes.
La dynamique du crime n'est pas claire. Tina Modotti était à côté de Mella lorsqu'il a été abattu et tenait son bras d'une manière qui peut être comparée à la pose dans la fresque de Rivera.
Officiellement, José Agustín López (qui n'aurait aucune affiliation politique particulière) a été inculpé du meurtre de Mella, mais deux autres criminels connus, Jose Magriñat et Antonio Sanabria, ont également été soupçonnés.
La position officielle de l'actuel gouvernement cubain est que Mella a été tué sur ordre de Machado, mais elle implique également que Tina Modotti serait un agent stalinien et que Vidali soit l’exécutant. Magriñat et Rivera (qui venaient de rentrer de Cuba) auraient averti Mella qu'il était en danger.

## La guerre civile espagnole
Après le Mexique, Vidali part pour l'Espagne avant la guerre civile espagnole, arrivant en mai 1936 sous le pseudonyme de Carlos Contreras, il supervise et coordonne les milices ouvrières et paysannes antifascistes  (MAOC), organisées par le Parti communiste espagnol depuis 1934. Il met à profit une formation militaire à l' Académie Militaire Frounze pour améliorer la préparation des milices. En tant que conseiller principal de l'Internationale communiste en Espagne, Vidali a dirigé le 5ème régiment (Quinto Regimiento) et est responsable de la formation politique des régiments de MAOC. Vidali est montré s'adressant à une assemblée de militaires dans le film de propagande pro-républicain de 1937, Terre d'Espagne .

## Au Mexique et en Italie
De retour au Mexique, Vidali est impliqué dans l'assaut du 24 mai 1940 contre la résidence de Trotsky à Mexico, avec Grigulevich et le peintre mexicain David Alfaro Siqueiros. Vidali serait impliqué dans l'introduction de l'assassin Ramón Mercader dans le cercle restreint de Trotsky, Mercader tuant Trotsky cette année-là.
Vittorio Vidali retourne à Trieste en 1947, lorsque le Territoire libre de Trieste est créé, et devient l'un des membres influents du Parti communiste du territoire libre de Trieste . En 1948, après la scission Tito-Staline, il devient le chef du parti et procède à la déstoisisation des organisations communistes de Trieste. Il se débarrasse de l'influence yougoslave sur le Parti communiste du territoire libre de Trieste, établissant des liens étroits avec les communistes italiens. Au cours de cette période, il se heurte à la minorité slovène locale qui avant son arrivée exerce une influence parmi les communistes de Trieste. Après 1954, lorsque Trieste redevient partie de l'Italie, Vidali devient membre du Parlement italien .

## Postérité
Les circonstances concernant Vittorio Vidali, Ramón Mercader et les autres agents (meurtre de Trotsky, purges meurtrières d'agents en Union soviétique et Cuba) de Fulgencio Batista (comme Sandalio Junco)  ainsi que les voyages de Vidali à Cuba avant et après l'arrivée au pouvoir de Fidel Castro, et sa présence en Turquie, au Mexique, en Espagne, ont inspiré le scénario d'un film de James Bond. En Espagne, Tina Modotti aurait dit à Valentín González qui aurait refusé de tuer Vidali, les mots suivants: « Vous auriez dû lui tirer dessus, je le déteste », puis « Je dois le suivre jusqu'à ma mort ».